# Thalion
Thalion, tysk datorspelsutvecklare grundad 1988 av Erik Simon and Holger Flöttmann. Thalion bestod till största del av folk från demogrupper runt Atari ST-datorn. Under de sex år de var verksamma hann de producera många spel till Atari- och Amiga-datorerna.

## Utvecklade spel
- A prehistoric tale
- Ambermoon
- Amberstar
- Atomix
- Chambers of Shaolin
- Dragonflight
- Enchanted lands
- Ghost battle
- Leavin' Teramis
- Lethal Xcess
- Lionheart
- Magic lines
- Neuronics
- No second price
- Tangram
- The seven gates of Jambala
- Tower FRA
- Trex warrior
- Warp
- Wings of death